# Le Dernier Choc
Pour les articles homonymes, voir Brumes.
Pour plus de détails, voir Fiche technique et Distribution.
Le Dernier Choc ou Brumes est un film français réalisé par Jacques de Baroncelli, sorti en 1932.

## Fiche technique
- Titre : Le Dernier choc
- Autres titres : Brumes / Océan
- Réalisation : Jacques de Baroncelli
- Scénario : Jacques de Baroncelli et Henri-Georges Clouzot
- Directeur artistique : Robert Gys
- Photographie : Louis Chaix et Henri Janvier
- Prises de vues additionnelles : Nicolas Toporkoff
- Musique : Mauricio Roget
- Société de production : Les Films Osso
- Pays de production : France
- Format : Noir et blanc - Son mono (Western Electric) - 1,37:1
- Genre : Drame
- Durée : 77 minutes
- Date de sortie :  
  - France : 13 mai 1932

## Distribution
- Danièle Parola : Marie
- Jean Murat : Captain Colbec
- Robert Ancelin : Lucien
- Nicolas Redelsperger : Guénot
- Alexandre Arnaudy : Vachot
- Raymond Narlay : Ménard
- Vanah Yami : Arlette